# تسوكاسا شيوتاني
تسوكاسا شيوتاني (塩 谷 司)، من مواليد 5 ديسمبر 1988 هو لاعب كرة قدم ياباني لعب سابقاً لصالح نادي العين في دوري الخليج العربي , ويلعب كذلك لصالح منتخب اليابان لكرة القدم.

## روابط خارجية
- تسوكاسا شيوتاني على موقع الاتحاد الدولي (مؤرشف)  (الإنجليزية)
- تسوكاسا شيوتاني على موقع رابطة كرة القدم اليابانية للمحترفين (اليابانية)
- تسوكاسا شيوتاني على موقع قاعدة بيانات كرة القدم.إي يو (الإنجليزية)
- تسوكاسا شيوتاني على موقع ناشيونال فوتبول تيمز (الإنجليزية)
- تسوكاسا شيوتاني على موقع Soccerway.com (الإنجليزية)
- تسوكاسا شيوتاني على موقع عالم كرة القدم.نت (الإنجليزية)
- تسوكاسا شيوتاني على موقع أوليمبيديا (الإنجليزية)
- تسوكاسا شيوتاني على موقع AS.com (الإسبانية)

1. ↑   http://www.transfermarkt.co.uk/tsukasa-shiotani/profil/spieler/177521. {{استشهاد ويب}}: |url= بحاجة لعنوان (مساعدة) والوسيط |title= غير موجود أو فارغ (من ويكي بيانات) (مساعدة)
2. ↑   http://www.transfermarkt.com/tsukasa-shiotani/profil/spieler/177521. {{استشهاد ويب}}: |url= بحاجة لعنوان (مساعدة) والوسيط |title= غير موجود أو فارغ (من ويكي بيانات) (مساعدة)

- j-league نسخة محفوظة 31 يناير 2015 على موقع واي باك مشين.